# HAT-P-1b
HAT-P-1b je exoplaneta obíhající jednu z hvězd binárního systému ADS 16402 v souhvězdí Ještěrky, vzdálenou od Země 450 světelných let. Byla objevená 18. září 2006. Jde již o druhou exoplanetu s  hustotou výrazně nižší než odpovídá exoplanetám typu horký Jupiter (první objevená byla HD 209458 b) – hustota je dokonce o 25 % nižší, což znamená, že i při odhadované velikosti 1,38 průměru Jupiteru je její hmotnost ve srovnání s tímto plynným obrem jen poloviční.
HAT-P-1 obíhá svou mateřskou hvězdu ve vzdálenosti 0,05 AU s oběžnou dobou 4,5 dne.